# Тёмные Ляды
«Тёмные Ля́ды» (бел. Цёмныя Ля́ды) — остановочный пункт в Столбцовском районе Минской области.
Железнодорожная платформа находится между платформой Кучкуны и станцией Столбцы. В пятистах метрах (приблизительно) находится магистраль М1.
На юго-западе от остановочного пункта, приблизительно в километре, находится деревня Задворье и приток реки Неман.